# Красний Під
Кра́сний Під — село в Україні, в Криворізький районі Дніпропетровської області. Входить до складу Гречаноподівської сільської громади. Населення — 151 мешканець.

## Географія
Село Красний Під знаходиться на відстані 1,5 км від села Кряжове і за 2,5 км від сіл Гречані Поди і Трудолюбівка. Навколо села багато іригаційних каналів. Поруч проходить автомобільна дорога Т 0411.

## Сьогодення
У селі відсутні школа, фельдшер, аптечний пункт, працює невеличкий магазин із мінімум продуктів.
Офіційний маршрутний транспорт в село не ходить. Хоча ще на початку 2000-х років заводом забезпечувалось перевезення працівників АрселорМіталКривийРіг та інших підприємств.
Дістатись села можна автівкою через сусідні села Радушне та Гречані Поди. Або нелегальним автобусом, що рухається через кар'єри Ново-Криворізького комбінату. (Станом на липень 2016 року).

## Населення

### Мова
Розподіл населення за рідною мовою за даними перепису 2001 року:
| Мова            | Відсоток |
| --------------- | -------- |
| українська      | 76,2 %   |
| російська       | 21,8 %   |
| інші/не вказали | 2 %      |

## Інтернет-посилання
- Погода в селі Красний Під [Архівовано 7 червня 2016 у Wayback Machine.]

1. ↑  Рідні мови в об'єднаних територіальних громадах України — Український центр суспільних даних